# Aplaja (gubernator Zamuy)
Aplaja (akad. Aplāja, zapisywane mibila-a-a) – wysoki dostojnik, gubernator prowincji Zamua za rządów asyryjskiego króla Aszur-dana III (772-755 p.n.e.); z asyryjskich list i kronik eponimów wiadomo, iż w 768 r. p.n.e. sprawował urząd limmu (eponima).